# Анан (река)
Вижте пояснителната страница за други значения на Анан.
А̀нан (на английски: Annan, на английски се изговаря по-близко до А̀нън) е река с дължина около 78 km в югозападната част на Шотландия, на запад от областта Дъмфрис и Галоуей. Реката тече в меридианно направление като се влива в залива Солуей Фърт. Край река Анан в нейното горно течение са разположени градовете Мофат и Локърби, а около устието и ̀е разположен град Анан. Долината на река Анан образува историческата област Анандейл. Река Анан е една от най-посещаваните дестинации за спортен риболов в тази част на Шотландия.